# На-На
«На-На» — советская и российская поп-группа из Москвы. Основана в 1989 году Бари Алибасовым. Со временем состав группы неоднократно менялся, и из большого списка участников остались лишь Владимир Политов, Вячеслав Жеребкин и Михаил Игонин. Обладатель национальной музыкальной премии «Овация» в 1994 и 1995 годах.

## История группы

### Создание группы
Группа «На-На» была задумана Бари Алибасовым ещё в 1988 году. По его замыслу, коллектив должен был играть в стиле диско-поп, но также использовать элементы других жанров, таких как рок, джаз и фолк. Алибасов разработал сценические образы участников будущей группы: молодые музыканты, в возрасте 18—25 лет, поющие, пластичные, обладающие актёрским даром, обаянием. Продюсер будущей группы позднее вспоминал: «Мне нужны были, в первую очередь, многосторонние артисты. Я собирался делать шоу».
Вскоре Алибасов с предпринимателем Анисом Мухамедшиным объявили отбор в новую группу через газету «Московский комсомолец». В нём приняли участие более 700 человек. Алибасов выбрал лишь двух претендентов — Владимира Лёвкина и Александра Запорожца. Сам Лёвкин вспоминал: «Я пришёл, воткнул гитару, начал петь свою песню, спел куплет с припевом. И какой-то человек за пультом сказал: „Через два дня приезжайте — будет первая репетиция“».
В первый состав группы вошли Владимир Лёвкин (вокал, ритм-гитара) и Александр Запорожец (клавишные, вокал) вместе с бывшими участниками другой группы Алибасова «Интеграл» Валерием Юриным (вокал, соло-гитара) и Мариной Хлебниковой (вокал). Чуть позже в группу пришли Андрей Ктитарев (клавишные), Игорь Павленко (саксофон), Александр Карпухин (бас-гитара, вокал) и Валерий Бурнейко (ударные, вокал). Музыкальное руководство осуществлял Сергей Шмелёв («Интеграл»)
Репетиции начались в московском театре Айседоры Дункан и длились по 14-16 часов в день. Над хореографией и пластикой работали Николай Добрынин и Анна Терехова — артисты Театра Романа Виктюка. Ставил шоу ленинградский режиссёр-авангардист Сергей Гельсинфорский, сотрудничавший с «Интегралом». Подбором репертуара занимался сам Алибасов.

### 1989 год

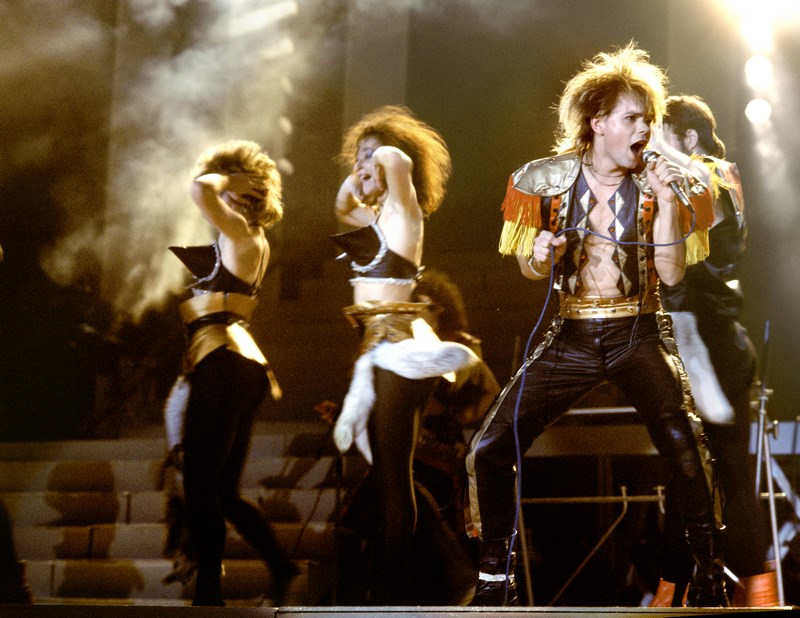
Первое появление на публике группы «На-На» (1989 год)

В июне 1989 года в Москве состоялся международный фестиваль поп-музыки «Face to Face» («Лицом к лицу») с участием европейских звёзд музыки и кино. 6 июня «На-На» вышли на сцену фестиваля с песнями «Девчонка с Машмета» и «Пустынный пляж». Фестиваль вёл актёр и конферансье Олег Марусев. По слухам, за кулисами участники концерта «стреляли» у него сигареты, и Марусев отвечал: «на, на…». Так он и объявил безымянный ансамбль: «На сцене — группа „На-На“». После фестиваля группа «На-На» попала в десятку хит-парада газеты «Вечерняя Москва». В столичном издании писали: «Сенсацией стало появление среди лидеров молодой группы „На-На“. Несколько дней назад она с успехом выступила в спорткомплексе „Олимпийский“ в программе международного музыкального фестиваля „Музыка-89“. И вот уже песни в исполнении молодых артистов звучат по радио и с экранов телевизоров. Безусловно, успех». По итогам 1989 года «Музыкальный марафон» газеты «Вечерняя Москва» назвал группу «Открытием года».
В сентябре 1989 года песня «Пустынный пляж» попала в хит-парад «Звуковая дорожка „МК“». В ноябре того же года в составе делегации академических исполнителей (ансамбль «Русская песня», Симфонический оркестр театра им. Станиславского и др.) группа «На-На» дала три концерта в Чехословакии в рамках международного фестиваля «Дни Москвы в Праге». На одном из концертов «На-На» делили сцену со знаменитым джаз-оркестром Карела Влаха (англ. Karel Vlach and His Orchestra). В Праге не обошлось без казусов: в Пражской опере группе «На-На» с солистом Александром Запорожцем запретили исполнять песню «Сюзанна», автором которой был известный поэт-диссидент Иржи Сухи (Jiři Suchý).
В конце 1989 — начале 1990 года группа «На-На» записала первую пластинку-миньон с четырьмя песнями: «Пустынный пляж», «Медовый месяц (Не женись)», «Ты и я» и «Бабушка Яга». Первая и последняя песни попали в хит-парад рубрики «Звуковая дорожка» газеты «Московский комсомолец». Были сняты клипы на песни «Пустынный пляж» и «Не женись». Началась работа над записью пластинки из 17 песен, вышедшей в начале 1991 года.

### 1990—1991
В 1990 году солист-вокалист Александр Запорожец принял приглашение начинающего певца и композитора Леонида Агутина и перешёл к нему в группу, совмещая работу в коллективе Марины Хлебниковой и продолжая учёбу в Музыкальном училище имени Гнесиных по классу вокала педагога Натальи Андриановой. Летом 1990 года в составе «На-На» появился новый вокалист и бас-гитарист — брюнет Владимир Политов, внешне контрастировавший с блондином Владимиром Лёвкиным. Дуэт мгновенно стал популярным.
В ноябре 1990 года «На-На» стала победителем музыкального телешоу «50х50», исполнив песню «Бабушка Яга». Впервые в истории конкурса сразу три жюри — профессиональное, зрительское и спонсорское — единогласно присудили группе первое место. В декабре 1990 года группа стала лауреатом телевизионного конкурса Песня-90 с весёлой диско-песней «Эскимос и папуас», где эскимосом был Лёвкин, папуасом — Юрин. В конце 1990 года Алибасов сменил инструментальную группу.
19—21 апреля 1991 года в Государственном центральном концертном зале «Россия» группа показала своё первое шоу «История одного бенефиса». В песне «Эскимос и папуас» артисты появились на сцене вызывающе обнажёнными. В противовес им, балет был одет в песцовые шубы. Шоу «История одного бенефиса» было показано на Центральном телевидении Гостелерадио СССР и вызвало скандал: обнажённые тела редакторы прикрыли строгими вечерними костюмами. Но «эротическая» версия попала на телеканал «2x2». Алибасов вспоминал: «Цель была достигнута. Музыканты впервые „заявили“, что секс в СССР есть. Зрители обратили внимание на группу „На-На“, одетую в костюмы, которых никогда не было на советском телеэкране». Группа стала завсегдатаем телевизионных передач.

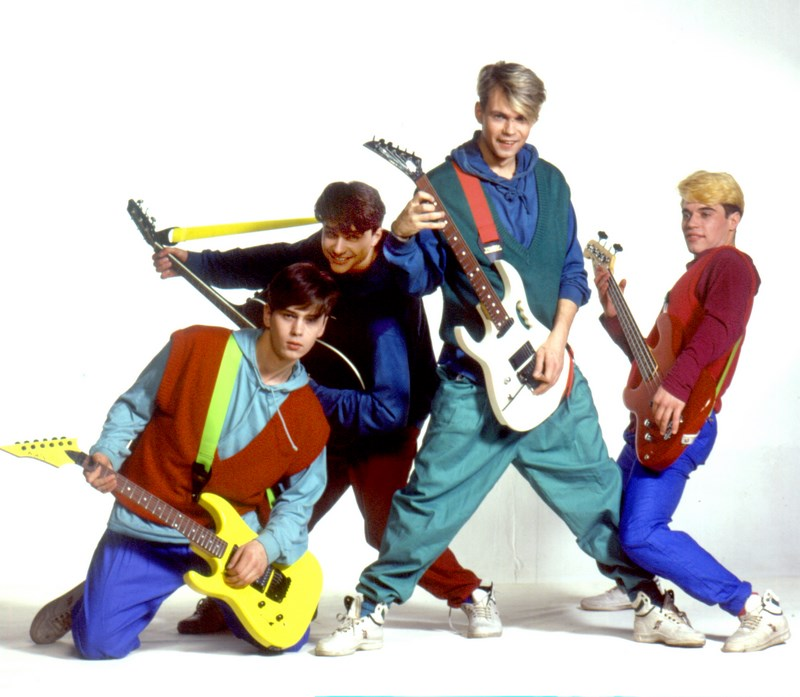
«Золотой состав» группы «На-На»: Политов, Асимов, Лёвкин, Жеребкин (1991 год)

В 1991 году вышла первая пластинка группы — «На-На 91» с 9 композициями, среди которых «Свет в окне», «Эскимос и папуас», «Мальчик в кепочке», «От судьбы не уйти» и другие. Часть песен была записана в студии Gala Records. Летом 1991 года кинорежиссёр Заал Какабадзе снял музыкальный художественный фильм «Солнце, воздух и… На-На». Главные герои фильма — сыгравшие самих себя Владимир Политов и Владимир Лёвкин — по сюжету были влюблены в Марину Хлебникову. К концу 1991 года Алибасов принял в «На-На» ещё двух солистов — Вячеслава Жеребкина (бас-гитара, вокал) и Владимира Асимова (гитара, вокал). Позже этот состав пресса назвала «золотым».
В инструментальный ансамбль, сопровождающий четвёрку солистов, вошли: Андрей Ктитарев (клавиши, музыкальный руководитель), Игорь Павленко(саксофон), Сергей Крылов (ударные, впоследствии директор группы «Ранетки»). Была создана танцевальная группа под руководством Андрея Лебедева, в которую вошли Павел Соколов, Ольга Шатилова, Наталья Белей. В 1991 году по опросу читателей газеты «Вечерняя Москва» «На-На» заняла первое место среди поп-групп в конкурсе «Музыкальный марафон». Группа вышла в финал фестиваля Песня-91 (песня «Соловей-разбойник»).

### 1992—1993
В 1992 году группа начала тур по Сибири и Дальнему Востоку. «На-На» стала первой поп-группой, вышедшей на сцену Кремлёвского дворца съездов. В концерте принял участие солист группы «Modern Talking» Томас Андерс. По Первому каналу Останкино была показана телеверсия концерта.

В 1992 году звукозаписывающая компания «Орфей рекорд» выпустила вторую пластинку группы «На-На» с десятью песнями, получившую название «Фаина». Песня «Фаина» вышла на первое место хит-парада «Звёздная дорожка» газеты «Московский комсомолец» и более трёх лет держалась в хит-парадах страны. Осенью 1992 года на киностудии «Мосфильм» группа сняла на песню эротический клип. В главных ролях выступали солисты группы «На-На» и актёр Станислав Садальский. Клип имел две версии — «цензурную» и «нецензурную». По воспоминаниям Алибасова, «нецензурный» вариант несколько раз прошёл по коммерческому каналу 2x2, после чего был запрещён к показу. Спустя 20 лет, в 2012 году, клип был выложен в Интернет и снова стал доступен для просмотра.

В октябре 1992 года начались зарубежные гастроли группы в Германии, Турции и США (ежедневные выступления в нью-йоркском клубе «Распутин» и Бостоне). Несмотря на постоянные гастроли, группа «На-На» продолжала выпускать новые песни. Владимир Асимов начал 1993 год композициями «Еду к миленькой», «Где ты была»; Вячеслав Жеребкин — песней «Белый пароход», Владимир Политов — «Красивая, поехали кататься». В 1993 году появилась песня «Упала шляпа». Алла Пугачёва взяла эту песню в телешоу «Рождественские встречи», а для съёмок привезла из Германии около ста пластиковых шляп. 
В 1993 году телеканал РТР показал фильм «Праздник по имени На-На», где музыкальные номера чередовались с сюжетами из повседневной жизни группы. В съёмках приняли участие ансамбль Надежды Бабкиной «Русская песня», Махмуд Эсамбаев, Александр Ширвиндт, Ефим Шифрин, Александр Назаров, Иосиф Кобзон, Михаил Шабров, Иван Демидов, Вячеслав Зайцев. В июне «На-На» получила гран-при фестиваля «Шлягер-93» в Санкт-Петербурге. С апреля 1993 года группа гастролировала по странам СНГ (в Белоруссии и России прошли концерты с Томасом Андерсом) и за рубежом — на Аляске, в городах Фэрбанкс и Анкоридж. В июле прошли гастроли «На-На» в Израиле. В августе группа стала лауреатом международного фестиваля «Гардемарины эстрады» в Сочи. Тем же летом группа впервые выступает на международном фестивале «Славянский базар» в Витебске.

### 1994—1995
14 января 1994 года группа «На-На» впервые стала лауреатом национальной российской музыкальной премии в области зрелищ и популярной музыки «Овация». Она стала победителем в номинации «Лучшая поп-группа года» и «Шлягер года» (за хит «Фаина»). Тогда же в январе «На-На» даёт успешные концерты в Болгарии и участвует в фестивале «Дискавери-94» в городе Варна.
Группа вступила в организацию «FIDOF» (Международная федерация фестивальных организаций) при ЮНЕСКО и подписала контракт о представлении организации в США, Португалии и Македонии. Летом группа снова выступает на «Славянском базаре», а в августе 1994 года, по случаю вывода советских войск из Германии, «На-На» дала по концерту на центральной площади Берлина и в зале «Фридрихштадтпаласт». В октябре группа приглашена в качестве почётных гостей на фестиваль «Макфест-94» в Македонии. В ноябре группа снова выступила в Нью-Йорке. В конце 1994 года «На-На» вновь приняла участие в «Рождественских встречах» Аллы Пугачёвой. Владимир Политов вспоминал: «В 1994 году мы дали 865 концертов». По словам другого солиста, Вячеслава Жеребкина, «в среднем мы давали по три концерта в день. Первый начинался в 13 часов и зал был битком».
В 1995 году завершилась работа над альбомом «На-Настальгия». Премьера шоу «На-Настальгия» состоялась в ГЦКЗ «Россия» в Москве. В шоу участвовали более двухсот артистов, среди которых этнические барабанщики из Кении, афроамериканские танцовщицы из Лас-Вегаса, индейские музыканты из Боливии, джаз-оркестр Олега Лундстрема, симфонический оркестр Народной артистки СССР Вероники Дударевой, чукотский ансамбль «Эргырон». Музыкальными руководителями шоу были композитор Владимир Доленко и Нина Савицкая. Шоу «На-Настальгия» продолжилось в концертном зале «Юбилейный» Санкт-Петербурга, а затем по России и за рубежом. В июне 1995 года группа выступила на фестивале «Кинотавр» в Сочи. В декабре 1995 года группу «На-На» пригласили в Таиланд члены семьи короля Рамы IX на празднование 50-летия его коронации. При поддержке королевской семьи в Таиланде в 1995 году вышел альбом «Цветы», где «На-На» исполнили песни на тайском языке. Королевская типография выпустила фотоальбом группы. По мотивам этого шоу было снято 4 документальных фильма.

### 1996—1997
В начале 1996 года группа продолжила гастролировать с программой «На-Настальгия». Журналисты телеканала ТВ-6 Москва создали цикл сюжетов о гастрольной жизни группы «На-На», которые выходили несколько раз в неделю. Был также создан двухсерийный телефильм «Страна На-На». В 1996 году группа «На-На» совершила международный тур по случаю переноса столицы Казахстана из Алма-Аты в Астану. Тур начался в городах Казахстана, завершился на стадионе Лужники в Москве, а затем в Париже, Берлине, Тель-Авиве.
В 1996 году вышел альбом «Ночь без сна» из 12 композиций. Часть песен — уже «раскрученные» хиты группы («Еду к миленькой», «Если б не было ночей», «Пустынный пляж»), часть — новые композиции («Ощущение», «Свечи зажги», «Вот и всё», «Бабочка»). В том же году были выпущены альбомы «Вся жизнь — игра» и «17 лучших песен».

Весной 1997 года началась работа над очередным концертным шоу «Прикинь, да?!». В каждой песне «На-На» представала в разных образах: моряки, ковбои, шпионы, космонавты. На сцене использовалась настоящая военная техника, мотоциклы, автомобили. Модельеры Вячеслав Зайцев, Наталья Нафталиева и Юрий Арс создали более 300 костюмов. Декорации создал Борис Краснов. Иллюзионные трюки для шоу поставил фокусник-иллюзионист Анатолий Неметов. С этой программой группа гастролировала в России, Израиле, Канаде, США, Таиланде и Шри-Ланке. В шоу «Прикинь, да?!» в качестве солиста дебютировал Павел Соколов, артист балета группы. В июне 1997 года группа выступила с этим шоу на фестивале «Кинотавр» в Сочи.
 Студией Red Records был издан альбом «Прикинь, да?!», а в Санкт-Петербурге клипмейкером Олегом Гусевым был снят одноимённый клип.
В сентябре 1997 года «На-На» заключила контракт с крупной звукозаписывающей компанией Sony Music на запись альбома Those were the days на французском и английском языках для французского рынка. В альбоме была только одна песня — «Дорогой длинною» («Those were the days»), представленная в разных аранжировках. Менеджером проекта была Линн Стамбули, продюсером — Микаэль, работавшая с французской певицей Далидой. В группу был принят молодой артист из США Эван Фармер.
В течение года «На-На» приняли участие в музыкальной телевизионной программе «Facile a chanter» на канале «France 3» . Альбом Those were the days не удалось выпустить по причине авторских прав. Оказалось, что международные права на песню «Дорогой длинною» принадлежат Полу Маккартни, который в своё время спродюсировал фолк-певицу Мэри Хопкин, ставшую популярной именно благодаря песне «Those were the days». Продажа альбома была запрещена и Sony Music приостановила контракт с группой.

### 1998—1999

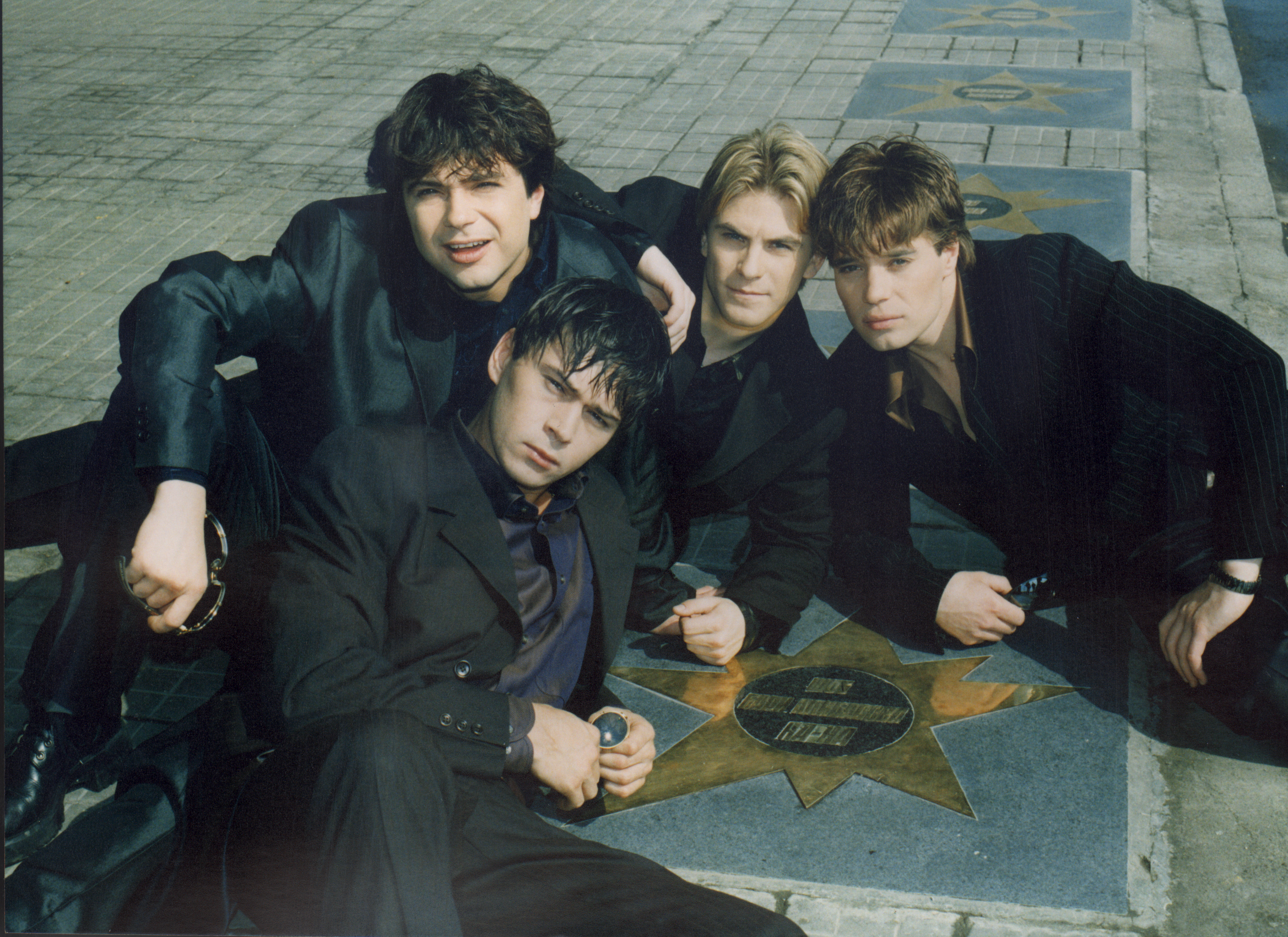
Появление именной звезды «На-На» на «Площади звёзд» в Москве. (1998 год)

26 апреля 1998 года на «Аллее звёзд» ГЦКЗ «Россия» произошла торжественная закладка именной звезды группы «На-На». В тот же день на «Аллее звёзд» состоялся первый международный форум поклонников группы «Я люблю На-На», в котором приняли участие Аркадий Вайнер, Анатолий Карпов, Джуна, Алексей Булдаков, а также зарубежные гости. В декабре 1998 года в городе Аткарске на Площади звёзд была заложена звезда группы «На-На». Российское дворянское собрание присвоило солистам группы «На-На» звание «граф», а Бари Алибасову — титул «князь». Каждому было выделено по участку земли в Саратовской области. Примерно в то же время группа получила девятую по счёту премию «Овация».
В 1998 году в группу пришёл бас-гитарист Леонид Семидьянов. 10 июня 1998 года группа приняла участие в международной презентации Астаны — новой столицы Казахстана. Президент Казахстана Нурсултан Назарбаев наградил Бари Алибасова памятной медалью «Астана». Написанная по этому случаю песня «Боз Жорга», на казахском языке, стала хитом в Казахстане.
В конце августа 1998 года вышел альбом «Вся жизнь — игра». В него вошли композиции «Дождик», «Любимая», «Панама», «Боз Жорга», «В первый раз», а также ремейки на песни Аллы Пугачёвой «Панама», «Миллион алых роз», «Папа купил автомобиль».
В 1998 году под брендом «На-На» начали выходить продовольственные и непродовольственные товары (мужские одеколоны, жевательная резинка, колбаса и другие). Госстандарт России выдал группе «На-На» паспорт качества на продукцию.
В феврале 1999 года группу покинул Владимир Лёвкин, создав панк-группу «Кеды». В группе «На-На» снова остались четыре солиста: Владимир Политов, Владимир Асимов, Вячеслав Жеребкин и Павел Соколов.

### 2000—2001

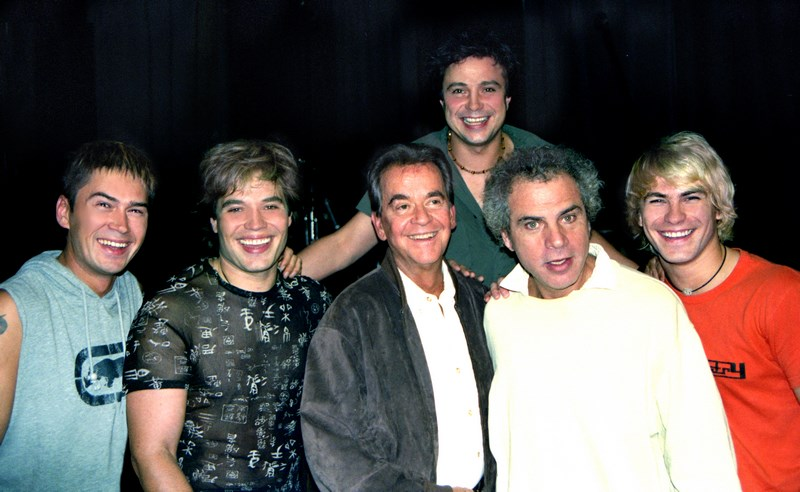
«На-На» и создатель Dick Clark Produtions Дик Кларк и Ларри Клайн, продюсер компании. (2001 год, Лос-Анджелес)

По словам Бари Алибасова, председатель правления компании «Warner Brothers» Лесс Байдер предложил ему идею записать первый гимн планеты на космической орбите, отправив туда одного из солистов «На-На». Суть проекта заключалась в следующем: один из солистов группы «На-На» должен был полететь в космос со звукозаписывающей аппаратурой и во время пребывания на орбите Земли записать гимн планеты — песню, которую должен спеть «звёздный» исполнитель с каждого континента. Запись должна была транслироваться на весь мир.
Группа начала подготовку к полёту в космос. Солисты прошли обследование в Институте медико-биологических проблем РАН. В июне 2001 года группа «На-На» прошла серию тестов в Центре подготовки космонавтов (ЦПК) им. Гагарина. В результате выяснилось, что артисты пригодны для полёта. Спонсором проекта была голландская компания Heineken Holding Фредди Хайнекена. С российской стороны проект поддержал министр культуры Михаил Швыдкой и глава Росавиакосмоса Юрий Коптев. Песню для исполнения в космосе отбирали продюсеры, среди которых был Роберт Фитцпатрик, работавший с группой The Beatles. Но 3 января 2002 года умер спонсор проекта Фредди Хайнекен и группа «На-На» вышла из космического проекта.

### 2002—2008

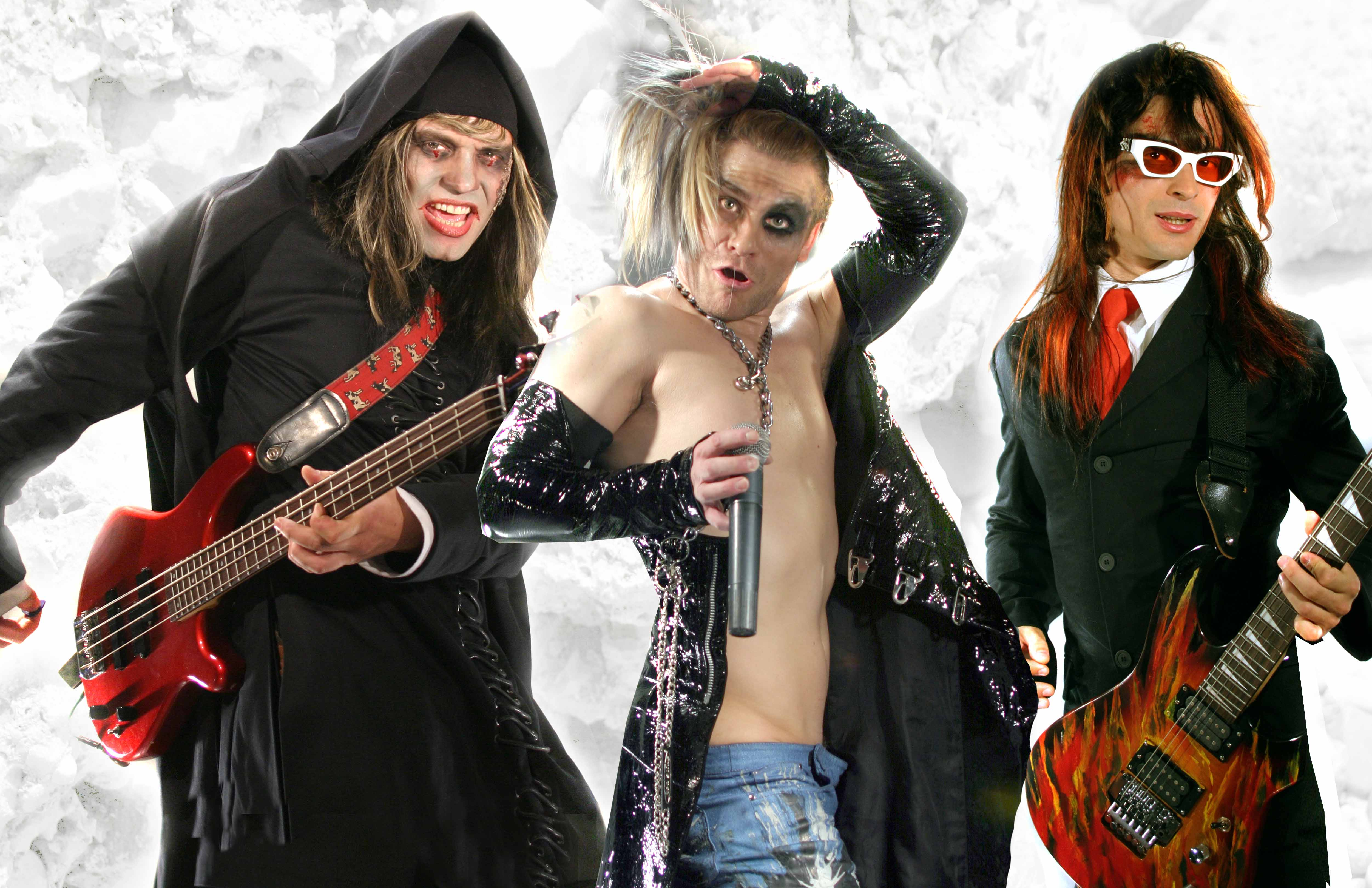
«На-На» в проекте Big Bang: Жеребкин, Соколов, Семидьянов (2003 год)

В 2002—2006 годах группа «На-На» активно гастролировала в России и за рубежом. В 2003 году группу ради сольной карьеры покинул Владимир Асимов. Бари Алибасов начал работу над музыкальным проектом Big Bang с участием солистов «На-На». В группу вернулся Леонид Семидьянов, став участником и нового проекта Big Bang, в котором солисты группы предстали в образах людей, стихий и животных. По словам Бари Алибасова, Big Bang делался для американского рынка. В этом проекте были заинтересован Дик Кларк и председатель правления «Warner Brothers» Лэсс Байдер. Когда работа над Big Bang была почти завершена, инвестор неожиданно отошёл от проекта. Из-за закрытия проекта Леонид Семидьянов вынужден был покинуть «На-На».

Весной 2007 года группа «На-На» стала участниками фестиваля «Дни славянской культуры и письменности» в Болгарии. В этот же период Алибасов приступил к работе над «Шок-шоу», для которого был создан балет «Расиськи». Алибасов вспоминал: «По замыслу в шоу заложена идея конфликта между мужчиной и женщиной, шоу демонстрирует борьбу живого с неживым». С новым шоу группа «На-На» дала тур «Бари 60, нам — 18». Премьера «Шок-шоу» состоялась в 2008 году в Московском театре «Золотое кольцо». Концерт длился более трёх часов. Группа гастролировала с «Шок-шоу» по Дальнему Востоку, Сибири и Поволжью. «Шок-шоу» стало продолжением идеи проекта Big Bang. Как вспоминал Алибасов, «эта концертная программа не только самая дорогая, но и самая необычная. Наше шоу погружается в новые пласты сознания. Нами подняты темы смерти, непростых отношений между мужчиной и женщиной». С «Шок-шоу» «На-На» гастролировали на Кипре, в Германии, Польше, Болгарии, Турции, на Олимпиаде в Пекине, на открытии «Года России» в Болгарии, где присутствовали президенты Болгарии — Пырванов и России — Путин. В 2008 году был выпущен музыкальный альбом «Шок-Шоу».
В июне 2008 года из группы ушёл солист Павел Соколов. Алибасов принял в группу новых солистов Олега Коршунова и Сергея Григорьева. Через два месяца группа вновь прибыла в Китай на международный фестиваль искусств в городе Хух-Хото.

### 2009—2013
В 2009 году «Шок-Шоу» снова было показано в Москве, в концертном зале «Космос». В сентябре 2009 года в Новороссийске, на «Аллее звёзд» была заложена четвёртая звезда группы «На-На». В октябре 2009 года был создан официальный сайт группы «На-На».
6 марта 2010 года в ГЦКЗ «Лужники» состоялся юбилейный концерт группы «На-На» — «Нам 20 лет». В нём приняли участие Иосиф Кобзон, Александр Панайотов, Оксана Почепа, группы «Челси», «Премьер-министр», балет Аллы Духовой «Тодес». Во время концерта группе «На-На» и Бари Алибасову была вручена одиннадцатая премия «Овация». Алибасов также был награждён орденом «Служение искусству» за выдающиеся заслуги в области культуры. В мае 2010 года группа «На-На» вышла в финал телешоу Первого канала «ДОстояние PEспублики». По итогам зрительского голосования песня «Фаина» вошла в десятку лучших песен столетия. Летом 2010 года состоялся тур по Казахстану, а затем группа приняла участие в кинофестивале «Земля отцов» в Усть-Лабинске. В 2010 году канадско-французский телеканал ТV5 снял документальный фильм о группе «На-На» для канала Discovery. В съёмках приняли участие художник Андрей Бартенев и политик Константин Боровой.

1 января 2011 года «На-На», балет, музыканты и техники группы попали в авиакатастрофу в аэропорту Сургута. Самолёт сгорел, но группа успела покинуть салон без серьёзных повреждений. Осенью 2011 года телеканал НТВ снял фильм-бенефис группы «На-На» под названием «Уй, На-На!». Песни чередовались с сюжетами об истории группы. В концерте приняли участие Лариса Рубальская, Наталья Гулькина, солистка группы «Комбинация» Татьяна Иванова, Марина Хлебникова, Сергей Челобанов, Андрей Разин. В 2012 году по мотивам шоу «Уй, На-На» была создана концертная программа «На-На, эй!». Специально для программы были написаны новые песни, а также сделаны ремиксы на хиты группы — «Фаина», «Алёна», «Баба яга», «Где ты была», «Упала Шляпа». 18 апреля 2012 года в Государственном Кремлёвском Дворце прошёл юбилейный концерт группы с программой «На-На эй!». Шоу было посвящено 65-летию Бари Алибасова. Костюмы для шоу создал Вячеслав Зайцев.
В январе 2013 года в Киеве был снят клип на новую песню Бари Алибасова «Дышу я тобой», где участники группы «На-На» предстали в образе космонавтов, вернувшихся на Землю. Клип набрал в "YouTube около пяти миллионов просмотров. В этом же месяце в Ледовом Дворце Спорта Санкт-Петербурга состоялся концерт группы «На-На», артистам была вручена премия «Звуковая дорожка» газеты «Московский комсомолец». В июне 2013 года «На-На» получила премию «Звезда дорожного радио» от радиостанции «Дорожное радио». За три последних месяца 2013 года группа дала около 80 концертов в России и за рубежом.

### 2014—2022

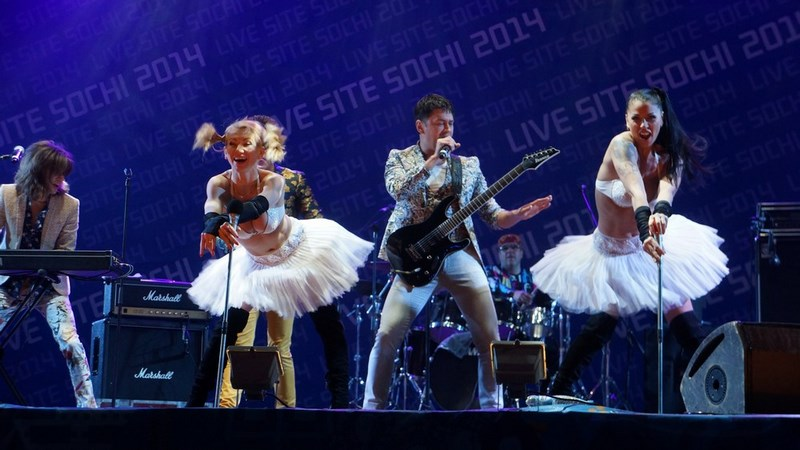
Выступление группы на Олимпийских Играх в Сочи (2014)

Зимой 2014 года Бари Алибасов в сопровождении группы «На-На» пронёс в Кронштадте Олимпийский факел зимней Олимпиады в Сочи. В рамках Олимпиады-2014 группа дала шесть концертов для участников зимних Олимпийских игр. В июне 2014 года, в рамках «Проекта 5775» студии «SIRECORDS» группа «На-На» приняла участие в записи песни самой долгоиграющей песни «Аллилуйя». По словам одного из организаторов этого музыкального марафона, продюсера Игоря Сандлера, «песня будет длиться два дня. Её споют 5775 человек со всего мира. Каждый будет петь от 3-х до 23-х секунд. Композицию исполнили многие артисты — от Иосифа Кобзона до „Бурановских бабушек“. Несколько фраз спели Бари Алибасов и группа На-На».
14 июня 2014 года к 25-летию группы «На-На» на Первом канале российского телевидения вышел часовой документальный фильм о группе «На-На» — «Всё перемелется, родная…». В честь юбилея группы также были даны два концерта в Государственном театре киноактёра. В концерте принимал участие первый солист группы — Владимир Лёвкин.
В начале 2017 года группа «На-На» после долгого перерыва появились в телеэфирах с новой песней «Зинаида» (автор текста — Михаил Гуцериев). 7 июня 2017 на эту песню состоялась премьера видеоклипа.
2022—настоящее время
На сегодняшний день в составе группы 3 солиста: Владимир Политов, Вячеслав Жеребкин и Михаил Игонин, и три музыканта (ударные, клавишные, гитара), на своих концертах группа исполняет как старые хиты, так и новые песни.
20 апреля 2025 года умер директор группы Виталий Фроликов.

## Состав

### Текущий состав
- Владимир Политов — (1990—наши дни) вокал, гитара
- Вячеслав Жеребкин — (1991—наши дни) вокал, бас-гитара
- Михаил Игонин (2008—2014) барабаны, (2014—наши дни) вокал

### Бывшие участники
- Владимир Лёвкин † — (1989—1998)
- Валерий Юрин — (1989—1992)
- Марина Хлебникова — (1989—1990)
- Павел Соколов — (1989—1997) артист балета, (1997—2008) вокал
- Владимир Асимов — (1991—2003)
- Олег Коршунов — (2008—2014)
- Сергей Григорьев — (2008—2014)
- Леонид Семидьянов — (1998—2003) бас-гитара, (2003—2005, 2015—2022) вокал, саксофон

## «На-На» в кино
- 1992 — «Солнце, воздух и… „На-На“»
- 1993 — «Праздник по имени „На-На“»
- 1995 — «Старые песни о главном»[56]
- 1995 — «На-Настальгия»
- 1997 — «Старые песни о главном 3»[57]
- 1997 — «Ералаш»[58] (Выпуск № 123)[59], сюжет «Фанатка»
- 1999 — Цикл музыкальных фильмов к 10-летию группы
- 2000 — «Новый год в ноябре»
- 2001 — «Пролетая NA-NA!-над Калифорнией»
- 2011 — Бенефис «Уй, На-На» (НТВ)
- 2014 — «Всё перемелется, родная…» (телеканал «Первый канал»)

## Дискография

### Студийные альбомы
- 1989 — «Не женись»
- 1991 — «На-На-91»
- 1992 — «Фаина»
- 1993 — «Красивая»
- 1995 — «На-Настальгия»
- 1995 — «Цветы» (на тайском языке)
- 1996 — «Ночь без сна»
- 1997 — «Прикинь, да?»
- 1998 — «Those were the days» (на французском языке)
- 1998 — «Вся жизнь — игра»
- 1999 — «На-На над землёй»
- 2023 — «По Накатанной»

### Синглы EP
- 2017 — «Зинаида»
- 2018 — «Стук вагонов, стук сердец»
- 2019 — «Считаю медленно до ста»
- 2019 — «Пазлы»
- 2020 — «Ненормальная»
- 2020 — «Красные розы»
- 2020 — «Рядом с ней»
- 2020 — «Фаина 2.0»
- 2021 — «Море»
- 2022 — «Увезите меня на Дип-Хаус» (Gayazovs Brothers cover)

### Концертные альбомы
- 1997 — «На-На Live»
- 2000 — «На-На-2000»
- 2002 — «Мы вернулись»
- 2009 — «На-На 1989—2009»

### Сборники
- 1996 — «Лучшие песни „На-На“»
- 1996 — «Баллады о любви»
- 2000 — «На-На Hits»
- 2012 — «На-На Hits II»
- 2013 — «Водоросли и Каучук»
- 2014 — «Клубняк-2014»
- 2025 — «Песни военных лет»

### Переиздания
- 2001 — «Фаина»
- 2006 — «Ночь без сна»
- 2007 — «Прикинь, да?»
- 2008 — «Whose were the days»
- 2008 — «На-На» (Demo-альбом 1989 года)
- 2009 — «На-На над землёй»

## Видеогалерея
- 1992 год. Выступление с песней «Чудная»
- 1993 год. Телевыступление с песней «Фаина»
- 1995 год. Группа «На-На» на Чернобыльской АЭС
- 1995 год. Продажи первого билета на премьеру нового шоу группы
- 1997 год. Выступление в Париже
- 1998 год. Встреча группы «На-На» с поклонниками в Аткарске
- 2002 год. «На-На» и группа «KISS»
- 2003 год. Проект Бари Алибасова «Big Bang»
- 2008 год. «Шок-шоу» в Китае
- 2011 год. Бенефис НТВ «Уй, На-На». Песня «Красивая»
- 2009 год. Marie